# Barjawan
Abu-l-Futuh Barjawan (àrab: أبو الفتوح برجوان, Abū l-Futūḥ Barjawān) o, simplement, Barjawan fou un esclau de possible origen sicilià que va dominar Egipte en el regnat del califa fatimita al-Hàkim bi-amr-Al·lah (996–1021). Havia estat criat a la cort d'al-Aziz bi-L·lah (975–996) regnat en el qual va arribar a intendent. Era eunuc i conegut amb el títol d'ustadh. Al-Aziz el va nomenar tutor del seu hereu Al-Hàkim.
A la mort d'al-Aziz, Barjawan va proclamar al seu pupil com a califa (996). El poder de l'estat va quedar en mans del wassita, càrrec que va assolir Ibn Ammar al-Kutamí cap de les forces amazigues i de la facció amaziga o maghàriba. El predomini dels amazics molestava als turcs i als orientals i fins i tot segurament a la població egípcia en general. Barjawan es va aliar als orientals i el 996 va demanar al governador turc de Damasc, Mangutegin (Magutakin) a anar al Caire per expulsar els amazics del poder. Mangutegin va reunir un exèrcit de turcs, daylamites, negres i àrabs i va tacar Egipte però fou derrotat prop d'Ascaló (entre Ascaló i Ramla) per un exèrcit enviat per Ibn Ammar sota la direcció de Sulayman ibn Djafar ibn Fallah. Mangutegin fou fet presoner però fou perdonat per Ibn Ammar i es va mostrar moderat amb el partit dels perdedors. A Síria Sulayman ibn Djafar també va seguir una política de moderació; entre les coses que va fer fou la de destituir al governador de Trípoli del Líban Djaysh ibn Samsama al que va substituir pel seu propi germà Ali ibn Djafar. Revoltes àrabs a Palestina i Tir foren reprimides i un atac romà d'Orient per mar fou rebutjat (negociacions diplomàtiques van establir llavors una treva de deu anys). Cap a l'oest es va conquerir la ciutat de Barca i Trípoli de Líbia on foren nomenats governadors eunucs (Trípoli de Líbia fou perduda poc després).
De moment Barjawan i la seva facció (els mashriqa) es va haver de mostrar docil al wasita, però aviat va contactar amb el cap amazic Djaysh ibn Samsama que planejava la seva revenja; es van provocar disturbis al Caire dels que es va acusar Ibn Ammar i als seus seguidors; el wasita va convidar els caps de la facció rival a palau per discutir l'afer però secretament ja havia planejat la seva execució, però el pla fou conegut per Badjawan a través d'un dels seus espies, i va formar un pla alternatiu: va anar al palau preparat per rebutjar l'atac i llavors es va retirar sa i astalvi però va poder acusar Ibn Ammar de traïció.
Ibn Ammar va haver de fugir al desert prop del Caire on va acampar i Barjawan el va seguir i el va derrotar en una batalla que va durar mig dia, al final de la qual el wasita va fugir i Barjawan va ocupar el seu lloc (4 d'octubre del 997). Ibn Ammar havia ocupat el càrrec quasi 11 mesos, però al cap de molt poc fou perdonat per Barjawan que li va garantir els mateixos honors que tenia sota al-Aziz. A Síria el governador Sulayman fou deposat i les seves forces amazigues massacrades; Barjawan va nomenar Ismail ibn Fahl al-Katami, dels maghriba, com a governador de Tir, i a Bushara al-Ikhshidi, dels mashriqa, com a governador de Damasc. En el lloc de Sulayman, com a governador general va nomenar Djaysh ibn Samsama; el cristià Fahd ibn Ibrahim al-Katib fou el seu secretari personal amb el títol d'al-Rais (el mestre). Els desordres que van seguir foren controlats per Barjawan amb una acció enèrgica.
El 998 va concedir llocs claus als seus fidels: Khawad fou nomenat cap de la policia; Malik cap de la marina; Maysur governador de Trípoli del Líban; Yamim (el seu germà) governador d'Ascaló; i Qayd, cap de la policia del Caire. Després va començar a prendre decisions sense coneixement del califa que ja no era un infant però al que va seguir tractant com a tal; li donava el mal nom de "lluert".
Un altre eunuc, Abu l-Fadl Raydan va encoratjar al califa a agafar el poder. Un dia el califa va cridar a Barjawan: "el lluert ha esdevingut un gran dragó i et vol veure immediatament" deia el missatge. La nit del 5 d'abril (altres fonts donen el 25 de març) de l'any 1000, Raydan el va matar a Bustan Duwayrat al-Tin, un jardí al costat del palau reial, d'una punyalada, mentre passejava amb el califa. Havia governat dos anys i uns vuit mesos.
Les manifestacions populars i de les tropes turques foren tallades per l'aparició del jove califa que va explicar que l'havia hagut de matar perquè conspirava contra ell però no calia témer la tornada dels amazics.